# Nata, Botswana
Nata är en ort (village) i distriktet Central i östra Botswana. 